# Ardillières
Ardillières är en kommun i departementet Charente-Maritime i regionen Nouvelle-Aquitaine i västra Frankrike. Kommunen ligger  i kantonen Aigrefeuille-d'Aunis som ligger i arrondissementet Rochefort. År 2022 hade Ardillières 877 invånare.

## Befolkningsutveckling
Antalet invånare i kommunen Ardillières
Referens:INSEE